# Aphrastura
Genre
Le genre Aphrastura regroupe deux espèces de passereaux appartenant à la famille des Furnariidae.

## Liste des espèces
D'après la classification de référence du Congrès ornithologique international (ordre phylogénique) :
- Synallaxe de Masafuera — Aphrastura masafuerae
- Synallaxe rayadito — Aphrastura spinicauda
- Synallaxe subantarctique — Aphrastura subantarctica[1]